# ماری ال

جمهوری ماری ال در نقشهٔ روسیه.

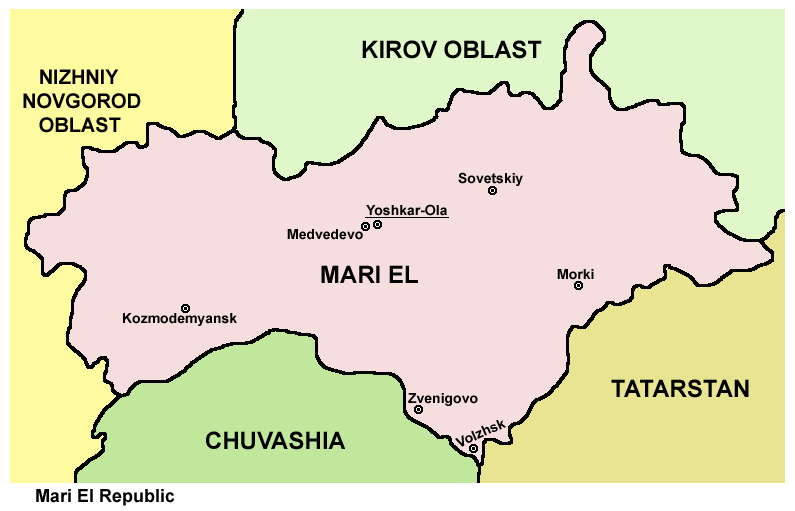

ماری اِل (به انگلیسی: The Mari El Republic) (به روسی: Респу́блика Мари́й Эл, Respublika Mariy El) یکی از جمهوری‌های روسیه است که در ناحیه فدرالی ولگا واقع شده و جمعیت آن مطابق با نتایج سرشماری ۲۰۱۰ برابر ۶۹۶٬۴۵۹ نفر است.
مرکز این جمهوری شهر یوشکار اولا می‌باشد.